# Здоров’я, спорт, реабілітація
Журнал «Здоров'я, спорт, реабілітація» («Health, sport, rehabilitation») — спеціалізоване наукове видання з проблем фізичного виховання, спорту, формування здорового способу життя, реабілітації та фізичної терапії .

## Загальна інформація про видання
Журнал зосереджений на актуальних аспектах фізичного виховання та спорту, а також проблемах, пов'язаних із формуванням, відновленням, зміцненням і збереженням здоров'я різних груп населення. У його змісті також враховані теми фізичної реабілітації та оздоровлення, фізичної терапії, лікувальної та оздоровчої фізичної культури. Журнал досліджує різноманітні засоби фізичного виховання, їх форми та методи, а також основні принципи здоров'я-зберігаючих технологій та профілактики захворювань.
Фокусується журнал на зборі, зберіганні та поширенні науково обґрунтованої інформації щодо питань зміцнення здоров'я через фізичні вправи, поліпшення тіла через спорт та проблем відновлення після захворювань. Орієнтація журналу на природні закони природи визначається стремленням до кінцевої доцільності та гармонії з природою. Ця гармонія слугує джерелом здоров'я та природної науки, сприяючи подоланню різних викликів, включаючи спорт. Сила, яку надає природа, створює імпульс і можливість подолати хвороби за допомогою природного елемента — руху. Обкладинка журналу прикрашена ілюстраціями природних пейзажів у різні сезони: весна, літо, осінь і зима. Журнал виходить чотири рази на рік, відображаючи зміни у порах року.

## Історія
У 2015 році було створено журнал як антологію статей конференції, присвяченої пам'яті професора В. П. Зайцева — експерта з медицини, реабілітації та фізичної терапії. Кафедра спортивних ігор ХНПУ імені Г. С. Сковороди, відповідальна за проведення конференції, стала видавцем журналу, який 2016 року отримав державну реєстрацію. Спочатку публікації велися українською, російською, англійською та польською мовами.
Журнал постійно розвивається: у 2018 році він набув статусу спеціалізованого видання в Україні та статусу категорії Б у педагогічних та фізкультурно-спортивних науках. З 2019 року всі публікації видаються виключно англійською мовою. Журнал внесений до різних наукових баз даних, таких як Scopus, ResearchGate, DOAJ, CrossRef, ERIH PLUS, Index Copernicus, PBN, NBUV, Google Scholar та Open AIRE.
Включення до бази Scopus відбулося у червні 2021 року, після чого перші два номери за 2021 рік були проіндексовані у серпні того ж року. У березні 2022 року журнал отримав свою персональну сторінку в Scopus, а в червні 2022 року почалися показники цитування. 6 червня 2022 року журнал був включений до категорії А спеціалізованих видань України у трьох напрямках: медицина, педагогіка та фізична культура та спорт.

## Реферування та індексування
Журнал реферується та індексується в:
- Elsevier Scopus[2]
- SCImago[4]
- Researcher.life[5]
- CrossRef[6]
- Directory of Open Access Journal (DOAJ)[3]
- Google Scholar[7]
- Index Copernicus[8]
- NBUV[9]
- Open AIRE
- OUCI[10]
- PBN (Polska Bibliografia Naukowa)[11]
- ResearchGate
- ROAD (Directory of Open Access Scholarly Resources)[12]
- The European Reference Index for the Humanities and the Social Sciences (ERIH PLUS)[13]
- WorldCat[14]
- Scilit[15]
- Fatcat.wiki[16]
- Sherpa Romeo[17]